# ريك بورسيل
ريك بورسيل هو سياسي أمريكي، ولد في 21 ديسمبر 1959.